# Tour della nazionale maschile di rugby a 15 dell'Italia 1980
Nel 1980 la nazionale italiana di rugby si recò in tournée nelle isole del Pacifico, facendo tappa negli Stati Uniti d'America.
Fu il primo grande tour dell'Italia dal 1973: gli Azzurri si recarono nel Pacifico, facendo scalo l'11 giugno a Long Beach, in California, per un match non ufficiale contro la selezione americana dei Grizzlies. Tre giorni dopo, a Suva nelle Figi, vennero sconfitti  per 3-16 nel primo test match con la nazionale figiana. Arrivati in Nuova Zelanda, tra il 21 giugno e il 3 luglio l'Italia disputò quattro partite senza l'assegnazione del cap internazionale contro alcune union locali, in ordine: Nelson Bays, Wairarapa Bush, Taranaki e Horowhenua-Kapiti; l'Italia XV si aggiudicò soltanto i due match con le selezioni di Wairarapa Bush e Horowhenua, le due federazioni meno quotate. Dopo questi incontri di preparazione, il 5 luglio ad Auckland l'Italia sfidò i Junior All Blacks, la seconda formazione neozelandese, nel secondo test match, perdendo per 13-30. Il giorno seguente, ad Avarua, gli Azzurri giocarono il terzo test contro la nazionale delle Isole Cook, abdicando anche in quest'ultimo match con il punteggio di 6-15. Due giorni più tardi, la selezione italiana terminò il tour battendo la dilettantistica Tahiti a Papeete, capoluogo della Polinesia francese.
L'Italia allenata dal commissario tecnico Pierre Villepreux e capitanata da Ambrogio Bona, salvo per il match contro le Isole Cook nel quale i gradi vennero affidati a Nello Francescato, disputò una tournée al di sotto delle aspettative, perdendo la maggior parte delle sfide in programma.
Curiosità: i due incontri con Junior All Blacks e Isole Cook risultarono disputati nello stesso giorno, almeno secondo i calendari locali, ma in realtà si svolsero a 21 ore di distanza; nel trasferirsi dalla Nuova Zelanda alle Isole Cook si attraversano vari fusi orari, con il conseguente spostamento all'indietro di un giorno nel calendario.

## Risultati

### Itest match
| Arbitro: | Rod Jepson |

|                                 |      |              |
| Lutumailagi 22’, 76’ Racika 36’ | mt   |              |
| Vuetaki 22’, 36’                | tr   |              |
|                                 | drop | 55’ Ghizzoni |

| Arbitro: | Robert Francis |

|                                                   |      |                        |
| McLean 4’, 75’ Taylor 28’ Mills 47’ Hollander 61’ | mt   | 43’ De Anna 55’ Tinari |
| Halligan 28’ McLean 61’                           | tr   | 55’ Bettarello         |
| Halligan 26’ McLean 49’                           | c.p. | 14’ Bettarello         |

| Arbitro: | Salomon |

|                    |      |                |
| Tereora 57’        | mt   |                |
| Mamanu 57’         | tr   |                |
| Mamanu 2’, 5’, 38’ | c.p. | 35’ Bettarello |
|                    | drop | 21’ Ghizzoni   |

### Gli altri incontri
| Data           | Incontro                      | Risultato | Sede         |
| -------------- | ----------------------------- | --------- | ------------ |
| 11 giugno 1980 | USA Grizzlies ― Italia XV     | 18-9      | Long Beach   |
| 21 giugno 1980 | Nelson Bays ― Italia XV       | 13-9      | Nelson       |
| 25 giugno 1980 | Wairarapa Bush ― Italia XV    | 9-13      | Masterton    |
| 28 giugno 1980 | Taranaki ― Italia XV          | 30-9      | New Plymouth |
| 2 luglio 1980  | Horowhenua-Kapiti ― Italia XV | 12-21     | Levin        |
| 8 luglio 1980  | Tahiti ― Italia XV            | 0-74      | Papeete      |